# Nötknäppare
För andra betydelser, se Nötknäppare (olika betydelser).

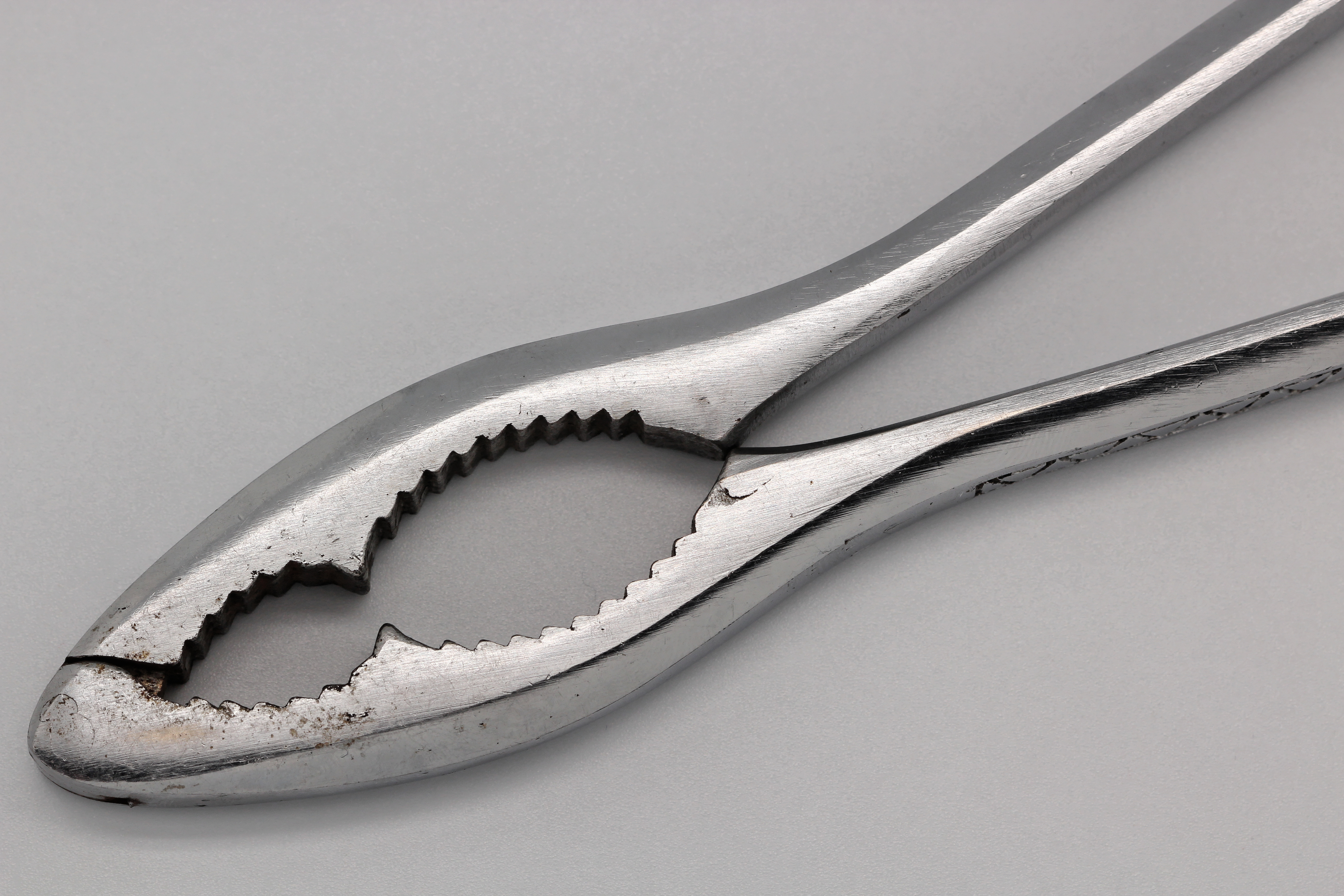
En nötknäppare med en funktionell design

Nötknäppare är ett verktyg för att knäcka nötter. Vanligtvis fungerar de enligt momentprincipen som den beskrivs av Arkimedes analys av hävstången. Många av de producerade nötknäpparna är moderna nötknäppare, som enbart är gjorda för att knäppa nötter, liknande tänger något, men med svängtappen bakom nöten, snarare än i mitten. De används även för att knäcka krabbors och humrars skal för att man ska kunna äta köttet. Papegojor använder sin näbb som en naturlig nötknäppare, i stort sett på samma sätt som fåglar knäpper frön.
Det finns även nötknäppare som inte alls fyller något funktionellt syfte utan mestadels är dekorativa. Dessa används vanligtvis vid jultid.